# Mexisquilla horologii
Mexisquilla horologii is een bidsprinkhaankreeftensoort uit de familie van de Nannosquillidae. De wetenschappelijke naam van de soort is voor het eerst geldig gepubliceerd in 1971 door Camp.